# 2011 UM411
2011 UM411, também escrito como 2011 UM411, é um objeto transnetuniano que está localizado no Cinturão de Kuiper, uma região do Sistema Solar. Este corpo celeste é classificado como um cubewano. Ele possui uma magnitude absoluta de 7,3 e tem um diâmetro estimado com cerca de 153 km.

## Descoberta
2011 UM411 foi descoberto no dia 24 de outubro pelo astrônomo M. Alexandersen.

## Órbita
A órbita de 2011 UM411 tem uma excentricidade de 0,149 e possui um semieixo maior de 42,162 UA. O seu periélio leva o mesmo a uma distância de 35,897 UA em relação ao Sol e seu afélio a 48,426 UA.